# Gabriella Quevedo
Gabriella Evelina Quevedo, född 12 januari 1997 i Kinna, är en svensk gitarrist. 
Gabriella Quevedo är uppvuxen i Kinna och blev genom sin argentinskfödde gitarrspelande far intresserad av att själv börja spela. Hon upptäckte den speciella spelformen fingerstylegitarr och det ledde till att hon började spela in ett flertal covers på andra gitarristers framföranden samt egna 
gitarrarrangemang i en egen YouTube-kanal. Kanalen hade i februari 2022 1,5 miljoner prenumeranter och 255 miljoner visningar. Ett urval från YouTube-kanalen har även publicerats hos andra webbaserade musiktjänster.
I juli 2018 gavs ett album betitlat "Acoustic Cover Songs Vol. 1" innehållande 16 melodier
ut på Spotify, iTunes Store, Deezer, Amazon Music, Google Play Music, Tidal, YouTube Music och Apple Music. 
Quevedos första egna kompositioner, "Last Time" och "Remember", släpptes i slutet av 2019.
De spelades in hos Mono Music studio i Stockholm, grundad av Abba-medlemmen Benny Andersson.
Hennes viktigaste influenser är Tommy Emmanuel, Sungha Jung, Kotaro Oshio och Andy McKee, vars musik hon gjort inspelningar av och med några av dem har hon även framträtt i konserter i Sverige och internationellt. Hennes inspelning av Hotel California av The Eagles, arrangerad av Tomi Paldanius, hade i juli 2019 över 22 miljoner visningar på YouTube.
Under 2012 vann hon första pris i kategorin "Unga förmågor" på Uppsala internationella gitarrfestival och 2014 Ryan Seacrest:s omröstning om bästa cover på låten "Young Girls" av Bruno Mars.
2016 tilldelades hon Hagströmstipendiet av Kungliga Musikaliska Akademien.

## Konserter
Gabriella Quevedo har gett egna, samt medverkat i, konserter i Sverige, Norge, Tyskland, USA och Asien, här ett urval:
- Med Hansel Pethig[11], Lemgo, Tyskland (2012)[12][13]
- Med Sungha Jung, Blomberg, Tyskland (2012)[14][12][13][15] och Sverige (2014)[16][3][17]
- Uppsala Internationella Gitarrfestival (2012,2014)[7][17]
- Med Tommy Emmanuel, Göteborg (2012,2015)[18][19][20]
- Sundsvall Gitarrfestival (2013,2017)[21][22][23][24]
- Med Adam Rafferty[25], Blomberg, Tyskland (2013)[26][27]
- Larvik Gitar Festival, Norge (2014,2017)[28]
- Med Andy McKee, Göteborg (2015)[29]
- Winter NAMM show, USA (2016)[30]
- Konsertturné i Japan, Sydkorea, Taiwan och Kina (2016)[31]